# 루옌쉰
루옌쉰(중국어 간체자: 卢彦勋, 정체자: 盧彥勳, 병음: Lú Yànxūn; 1983년 8월 14일 ~ )은 타이완의 전직 프로 테니스 선수이다. 생애 최고 랭킹은 2010년 11월 기록한 세계 랭킹 33위이다.
루옌쉰이 주니어 시절 달성한 최고 랭킹은 2001년 2월 5일 기록한 세계 랭킹 3위이다. 그는 주니어로 활동하면서 로빈 쇠델링, 마리오 안치치, 필립 콜슈라이버 등 훗날 ATP 투어에서 스타가 된 선수들을 자주 꺾었다. 또한 중국 베이징에서 열린 2001년 하계 유니버시아드에서 테니스 남자 단식 동메달을 획득했으며, 대한민국 대구에서 열린 2003년 하계 유니버시아드에서 테니스 남자 단식 금메달을 획득했다.
루옌쉰은 대한민국 부산에서 열린 2002년 아시안 게임에서 테니스 혼성 복식 금메달을 획득했고, 카타르 도하에서 열린 2006년 아시안 게임에서 테니스 남자 단체전 동메달, 혼성 복식 동메달을 획득했다. 중국 광저우에서 열린 2010년 아시안 게임에서는 테니스 남자 단체전 금메달을 획득했고, 대한민국 인천에서 열린 2014년 아시안 게임에서는 테니스 남자 단식 은메달을 획득했다.
루옌쉰은 2004년 아테네 하계 올림픽부터 2020년 도쿄 하계 올림픽까지 총 5번의 하계 올림픽에 출전했다. 특히 2020년 도쿄 하계 올림픽에서는 여자 역도 선수인 궈싱춘과 함께 중화 타이베이 선수단의 개막식 기수를 맡았다. 그는 독일의 알렉산더 츠베레프와의 테니스 남자 단식 1라운드 경기에서 패배한 직후에 은퇴를 결정했다.

## 단식 타이틀
| 대회 분류별 타이틀수   |
| 그랜드 슬램(0)         |
| 마스터스 컵(0)         |
| ATP 마스터스 시리즈(0) |
| ATP 투어(0)            |
| 챌린저(11)             |
| 퓨쳐스(8)              |

| No. | 일시             | 대회                         | 코트     | 결승 상대         | 스코어           |
| 1.  | 2001년 10월 1일  | 홍콩                         | 하드     | 피터 한도요       | 6-3, 6-4         |
| 2.  | 2002년 2월 11일  | 라마트하샤론                 | 하드     | 니르 웰그린       | 6-4, 6-4         |
| 3.  | 2002년 4월 15일  | 쿤밍                         | 하드     | 방자맹 카사이뉴   | 6-4, 3-6, 7-6    |
| 4.  | 2002년 4월 22일  | 쿤밍                         | 하드     | 방자맹 카사이뉴   | 2-6, 7-6, 6-3    |
| 5.  | 2002년 9월 9일   | 가시와                       | 하드     | 테라치 다카히로   | 6-2, 6-2         |
| 6.  | 2003년 4월 14일  | 쿤밍                         | 하드     | 주 벤키앙         | 7-6, 6-2         |
| 7.  | 2003년 9월 1일   | 사이타마                     | 하드     | 이와미 타슈쿠     | 6-1, 3-6, 6-1    |
| 8.  | 2003년 10월 27일 | 해몬드                       | 하드     | 레슬리 조셉       | 6-2, 6-2         |
| 9.  | 2004년 2월 9일   | 조플린                       | 하드 (I) | 글렌 웨이너       | 6-4, 6-2         |
| 10. | 2004년 3월 22일  | 맥도날드 버니 국제 남자 대회 | 하드     | 로베르트 린스테트 | 6-3, 6-0         |
| 11. | 2004년 11월 1일  | 캘런드라                     | 하드     | 테라치 다카히로   | 6-0, 7-5         |
| 12. | 2005년 5월 16일  | 페르가나 챌린저              | 하드     | 다나이 우돔촉     | 6-1, 7-6         |
| 13. | 2006년 11월 13일 | 캘런드라                     | 하드     | 피터 루첵         | 6-3, 6-1         |
| 14. | 2007년 11월 12일 | 카오슝                       | 하드     | 두디 셀라         | 6-3, 6-3         |
| 15. | 2008년 1월 21일  | 와이콜로아 챌린저            | 하드     | 빈센트 스페디아   | 6-2, 6-0         |
| 16. | 2008년 5월 12일  | 뉴델리                       | 하드     | 브렌던 에반스     | 5-7, 7-6(5), 6-3 |
| 17. | 2008년 10월 13일 | 타슈켄트                     | 하드     | 매튜 몽코르       | 6-3, 6-2         |
| 18. | 2009년 5월 9일   | 라마트하샤론                 | 하드     | 벤야민 베커       | 6-3, 3-1 기권    |
| 19  | 2009년 11월 8일  | 벼룩시장배 남자 챌린저       | 하드     | 이고르 시슬링     | 6-2, 6-3         |